# Baluarte de San José Bajo
El Baluarte de San José Bajo  es un baluarte situado en el extremo sudoeste del Segundo Recinto Fortificado de Melilla la Vieja de la ciudad española de Melilla, y forma parte del Conjunto Histórico Artístico de la Ciudad de Melilla, un Bien de Interés Cultural.

## Historia
Construido en 1694, fue reconstruido en 1699 según diseño de Felipe Martín de Paredes tras el temporal de levante que lo destruyó y más tarde remodelado entre 1711 y 1714 y por último ampliado en capacidad artillera en 1790 según diseño de Segismundo Font.
El 25 de enero de 2006 se inauguró el pavimentado de su superficie y entre julio y agosto de 2018 se restauró  su cara sureste

## Descripción
Debajo de él se encuentra la Mina de San José Bajo.
Delante de él estaba la Luneta de Santa Isabel y le falta una garita en el ángulo que mira a la Plaza de las Culturas.